# 宮田笑内

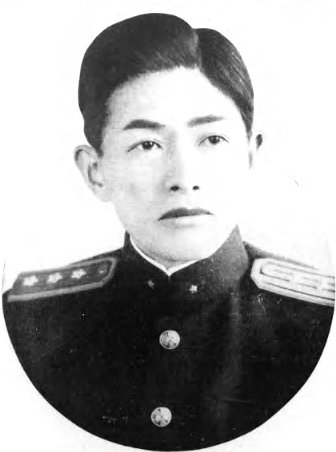
宮田笑内

宮田 笑内（みやた しょうない、1898年（明治31年）12月18日 - 1965年（昭和40年）5月18日）は、日本の内務・警察官僚。官選福井県知事。

## 経歴
鹿児島県坊津出身。宮田長八の長男として生まれる。第七高等学校造士館を卒業。1924年11月、文官高等試験行政科試験に合格。1925年、東京帝国大学法学部政治学科を卒業。東京市役所を経て、1929年、内務省に入省し徳島県属となる。
以後、三重県警察部保安課長、大分県警察部特別高等警察課長、岡山県警察部特別高等警察課長、大阪府警察部外事課長、滋賀県書記官・警察部長、満州ハルピン駐在、茨城県書記官・警察部長、警視庁衛生部長、同保安衛生部長、同特別高等警察部長、内務省警保局外事課長、京都府部長・警察部長、警視庁警務部長などを歴任。
1945年4月、福井県知事に就任し終戦を迎えた。1946年1月に知事を退任。同年に退官し公職追放となった。その後、帝国鋼管製造監査役、京都家庭裁判所家事調停委員などを務めた。